# Länsväg 140
Länsväg 140 är en primär länsväg som är 70 km lång och går från Visby i norr till Fidenäs i söder via Klintehamn. 
Länsväg 140 börjar i korsningen Visbyleden/Broväg i norra utkanten av Visby. Den följer Broväg - Norra Hansegatan - Solbergagatan - Söderväg genom centrala Visby, korsar färjeleden i en rondell och fortsätter söderut förbi Tofta längs kusten mot Klintehamn. Sträckan norr om färjeledsrondellen i Visby skyltas inte med vägnummer. Strax söder om Klintehamn får trafiken vidare längs länsväg 140 svänga höger i en trevägskorsning. Fortsätter man i stället rakt fram färdas man längs länsväg 141 mot Hemse.
Vägen är mestadels skyltad 80 eller 90 km/h utanför orterna. På flera sträckor gäller lägre hastighet under perioden 15/6-15/8. Sträckan mellan Visby och Klintehamn har bättre standard än sträckan söder därom. Norr om Klintehamn är vägen generellt minst 9 meter bred och har parallell cykelbana på större delen av sträckan (från Visby till strax norr om Västergarn). Söder om Klintehamn är vägen mestadels 6-7 meter bred med många gårdsutfarter direkt på vägen. För närvarande (2019) byggs cykelbanan ut på sträckan Västergarn - Klintehamn.
Vägen har sin södra ände strax söder om Fidenäs där den slutar i en trevägskorsning med länsväg 142 där trafiken längs länsväg 140 måste svänga. Skall man färdas sträckan Visby - Fidenäs är länsväg 142 ett bättre val då denna är kortare.
Vägen har haft numret 140 sedan reformen 1962, längs hela dagens sträcka. Innan dess, sedan 1940-talet, fanns länsväg 20 på sträckan Visby-Klintehamn-Hemse-Burgsvik, medan dagens väg Klintehamn-Fidenäs var småvägar utan skyltade nummer.

## Tätorterochsocknarsom vägen passerar igenom
- Visby
- Vibble
- Västerhejde
- Tofta
- Västergarn
- Sanda (Kovik/Björkhaga)
- Klintehamn
- Fröjel
- Eksta
- Sproge
- Silte
- Hablingbo
- Näs
- Fide